# Ellwürden-Großensiel
Ellwürden-Großensiel ist als Bauerschaft ein Ortsteil von Abbehausen in der Gemeinde Nordenham im Landkreis Wesermarsch.

## Demographie
| Jahr | Einwohner |
| ---- | --------- |
| 1970 | 101       |